# Edmond-Henri Zeiger-Viallet
Pour les articles homonymes, voir Zeiger, Viallet et Baugy.
Edmond-Henri Zeiger-Viallet connu aussi sous son nom d'architecte Edmond Henri Zeiger de Baugy, né le 2 janvier 1895 à Montreux (Suisse) et mort le 7 janvier 1994 à Draveil (France), est un artiste peintre, architecte, journaliste, et critique d'art suisse

## Biographie

### Famille
Edmond-Henri Zeiger-Viallet est le fils de l'amateur et collectionneur d'art Charles Zeiger (1868-1927). Son grand-père, Célestin Zeiger-Hugonnet était un ami de Gustave Courbet. Les peintres Aloys Hugonnet (1879-1938) et Alfred Chabloz (1866-1951) sont des proches parents, par sa grand-mère paternelle née Hugonnet. Du côté de sa mère née Baumgartner, Edmond-Henri Zeiger-Viallet a un lien de parenté avec le peintre Frank Buchser (1828-1890).

### Jeunesse
Edmond-Henri Zeiger-Viallet étudie l´architecture puis les Lettres, avant de se consacrer exclusivement à la peinture en étudiant dans l'Académie de Vevey et à l'École des beaux-arts de Genève.

### Le peintre
De 1919 à 1920, Edmond-Henri Zeiger-Viallet commence sa carrière d'architecte à Rome. Le 31 octobre 1921 à Montreux, Edmond-Henri Zeiger-Viallet se marie avec Suzanne Claire Martin. Puis il part installer un cabinet d'architecte à Paris au 57 rue d'Alleray dans le XVe arrondissement, quartier de son cœur qui sera notamment un de ses thèmes récurrents dans ses œuvres picturales.
Le 23 août 1928, naissance de son fils Charles, baptisé ainsi en hommage à son père.

### L'architecte
À peine son cabinet d'architecte ouvert, il se fait remarquer sous le nom de Edmond-Henri Zeiger de Baugy, en parvenant à résoudre un problème de soutènement dans un immeuble locatif à Paris avec l'utilisation d'une seule poutre. Parallèlement à son activité, il rédige des traités d'architecture comme Un cottage en Haute Savoie parue en 1925.

### Le critique d'art
En 1923, Edmond-Henri Zeiger-Viallet collabore avec Emmanuel Bénézit puis avec sa veuve, pour l’élaboration du troisième tome de la première édition du Bénézit où il publie une étude sur les origines du paysage pur en France.

### Le collectionneur
Sa proximité avec le monde de l'Art fait que Edmond-Henri Zeiger-Viallet devient très vite un grand collectionneur d'art et comme disait Germain Bazin, Edmond-Henri Zeiger-Viallet « connaissait si bien les petits maîtres du XIXe siècle »,. 
Il avait notamment dans sa collection un tableau de Prosper Marilhat intitulée Vue des environs de Baalbek, Outre sa passion pour les tableaux, les dessins et les estampes, Edmond-Henri Zeiger-Viallet possédait aussi une collection de sculpture dont un Auguste Rodin, Tête de Jean de Fiennes qui lui a été offert par Edwin Bucher,.